# 경력개발
경력개발, 진로발달, 커리어 디밸롭먼트(career development)는 개인이 자신의 직업적 지위를 발전시키기 위해 겪을 수 있는 과정을 말한다. 이는 신체적 또는 심리적 성취에 대한 개인적 요구를 경력 발전 기회와 일치시키기 위해 장기적인 학습을 위한 결정을 내리는 과정이다. 경력 개발은 또한 개인의 업무 관련 경험을 총체적으로 포괄하여 조직 내에서 맡을 수 있는 직업적 역할로 이어지는 것을 의미할 수도 있다.
경력 개발은 개인 단위 또는 조직 수준에서 발생할 수 있다.

## 같이 보기
- 경력 상담
- 홀랜드 코드
- 성격심리학